# 엘레지 (영화)
엘레지(Elegy)는 미국에서 제작된 이자벨 코이젯트 감독의 2008년 멜로/로맨스, 드라마 영화이다. 벤 킹슬리 등이 주연으로 출연하였고 톰 로젠버그 등이 제작에 참여하였다.

## 출연

### 주연
- 벤 킹슬리
- 페넬로페 크루즈

### 조연
- 소냐 베넷
- 패트리시아 클락슨
- 데보라 해리
- 데니스 호퍼
- 첼라 호스달
- 샤커 팔레자

## 제작진
- 원작자: 필립 로스
- 미술: 클로드 파레
- 세트: 린 맥도널드
- 의상: 캐티아 스타노
- 배역: 하이크 브랜드스타터
- 배역: 코린 메이어스